# Prinzenhabicht
Der Prinzenhabicht (Tachyspiza princeps, Synonym: Accipiter princeps) ist ein Greifvogel, der endemisch in Papua-Neuguinea vorkommt.
Der Lebensraum umfasst tropischen oder subtropischen feuchten Tief- und Bergwald meist zwischen 760 und 1425, gelegentlich bis 1600 m Höhe.
Der Artzusatz kommt von lateinisch princeps ‚Fürst, Prinz‘.

## Merkmale
Dieser Vogel ist 38 bis 45 cm groß, die Flügelspannweite beträgt 75 bis 86 cm. Dieser Habicht ist ziemlich groß, das Weibchen größer, die Oberseite ist schiefergrau, an Scheitel, Flügeln und Schwanz am Dunkelsten, die weiße Unterseite hat etwas grau. Die Flügel sind rund und kurz, der Schwanz kurz, der Schnabel wuchtig, auch die Beine mit kurzen Zehen. Die Art ist am Kopf dunkler als der allopatrische Aschkopfhabicht (Tachyspiza poliocephalus) und größer als Schiefermantelhabicht (Tachyspiza luteoschistaceus) und Dreifarbensperber (Tachyspiza brachyura). Die Iris ist hell orange, die Wachshaut rötlich-orange, die Schnabelbasis orange und die Beine gelblich-orange.
Die Art ist monotypisch.

## Stimme
Der Ruf ist nicht beschrieben.

## Lebensweise
Die Nahrung besteht aus Insekten. Der Vogel kommt meist einzeln vor auf einem Ansitz unterhalb der Baumwipfel oder langsam, aber kraftvoll durch den Wald fliegend.
Über das Brutverhalten liegen keine Informationen vor.

## Gefährdungssituation
Die Art gilt als gefährdet (Vulnerable) durch Habitatverlust. Im März 2024 gelang dem deutschen Fotografen Tom Vierus in dem weit abgelegenen Distrikt Pomio in der Provinz East New Britain auf Neubritannien unwissentlich der Schnappschuss eines Prinzenhabichts. Der Vogel galt bis dahin als verschollen, es gab seit 55 Jahren keine dokumentierten Sichtungen mehr und er wurde zuvor noch nie fotografiert.